# ジェレフ
ジェレフ（ ゾンカ語 ：དགེ་ལེགས་ཕུ་）は、 ブータン・サルパン県に位置するゲオク（村の構成単位）であるGelephu Gewogは、Serzhong 、Taklai、およびBhur Gewogsとともに、Gelephu Dungkhagに属する。